# ОТР-21
ОТР-21 Точка (натовско наименование SS-21 Scarab, по номенклатурата на ГРАУ 9К79) е съветска тактическа квазибалистична/балистична ракета с малък обсег. Тя е създадена да замени вече остарялата Луна-М. Първият вариант, 9К79 „Точка“ има обсег от 70 км – толкова, колкото е този и на Луна-М. Модернизирания вариант 9К79-1 „Точка-У“ (натовско наименование Scarab B) е с обсег от 120 км е на въоръжение от 1989 година както в Русия, така и в няколко други страни. В руската армия има на въоръжение и вариант с обсег от 185 км.

## Описание
ОТР-21 е високопроходим тактически ракетен комплекс, предназначен за нанасяне на удари в тактическата дълбочина на противника. Базовият вариант на ракетата има обсег от 70 километра и се пренася от шестколесно возило 9П129. Максималното отклонение от целта е до 150 метра.
ОТР-21 може да изпълнява и функцията на крилата ракета, като лети на малка височина с ниска скорост, после се издигне до 30 км височина и се насочи към целта си под много остър ъгъл. Това я прави трудна за засичане и прихващане. На върха на ракетата има лазерно устройство, което е комбинирано с изчислителна машина и има функция, подобна на челен взривател. Самата ракета е изключително трудна за засичане от радари или други сензори.
За разлика от други видове ракети, увеличението на обсега при тази се постига единствено чрез подмяна на твърдото гориво с по-мощно, без да се налагат някакви други промени по системата като цяло. По този начин Точка-У има обсег от 120 км и тегло от 2010 кг, само с 10 кг повече от базовия модел. И двата модела могат да пренасят различни видове бойни глави с тегло до 482 кг. В бойното отделение на ракетата има система, която да насочва ударната вълна или осколъчните елементи на бойната глава при взрива. Екипажът на цялата установка е 4 души. Тя разполага с пълен набор от системи за ЯХБЗ и има амфибийни способности.
ОТР-21 най-често е включена в ракетните войски на дадена страна и установките са организирани по бригади (18 машини). Бригадата разполага с до 72 допълнителни ракети. Оперативният ресурс на возилото е 15 000 км.

## Бойни глави
Бойната глава може да бъде:
- ядрена
  - тип АА-60 с изменяема мощност от 10 до 100 килотона. Най-малко 100 ракети в руската армия са заредени с ядрена бойна глава.
- химическа
  - всички видове химикали.
- биологична (не е известно да са правени модификации за пренасяне на такава бойна глава)
- касетъчна (с 50 взривни елемента)
  - Взривните елементи биха могли да бъдат противопехотни, противотанкови или бронебойни за унищожение на укрепления и бункери.
- осколъчно-фугасна
  - 482 кг конвенционален експлозив с осколъчни елементи. Смъртоносен радиус на действие – над 250 метра. Радиус на поражение – над 500 метра.
- минна
  - Различни видове малки мини.

## В Българската армия
Българската армия има на въоръжение ОТР-21 „Точка“ с обсег 70 км, което е най-далекобойната ѝ сухопътна ракета, и едно от най-мощните и модерни оръжия. Ракетите са приети на въоръжение още през 80-те години, и са проведени само два пробни пуска.
Първият е през 1989 година, и е успешен. Ракетата поразява целта си на 33 км разстояние, и се отклонява само с 20 метра в направление 11 метра. Специалното радарно оборудване не успява да я засече по време на полет.

## Оператори
- Азербайджан
- Беларус – 36 установки
- България – 18 установки с 36 допълнителни ракети
- Йемен
- Казахстан
- Северна Корея – ок. 50
- Русия – 240 установки
- Сирия – 18 установки + най-малко 36 ракети
- Украйна – 90 установки + около 500 ракети

### Бивши
- Полша – 4 установки
- Словакия
- Унгария
- СССР
- Чехия
- Чехословакия